# Regió de València

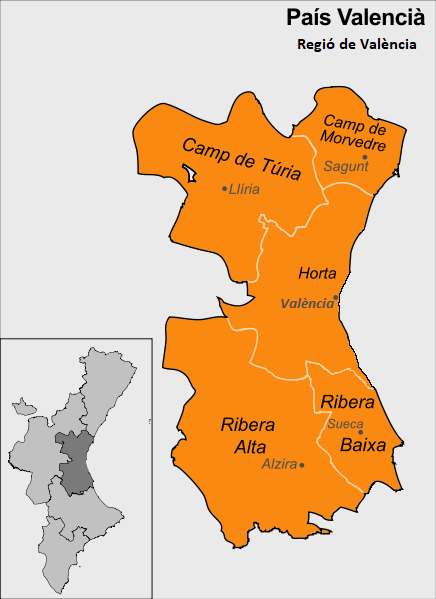
Comarques que formen part de la Regió de València.

La Regió de València és una regió del País Valencià que ocupa el sector central de la plana litoral, constituïda per les conques baixes dels rius Palància, Túria i Xúquer. El paisatge, situat entre la Serralada Ibèrica i el golf de València, és característic d’agricultura de regadiu en bona part d'hortalisses, tarongers i arròs.

## Comarques
- L'Horta de València.[2][3]
- La Ribera Alta.[2][3]
- La Ribera Baixa.[2][3]
- El Camp de Túria.[2][3]
- El Camp de Morvedre.[2][3]

Originàriament segons la proposta de 1970 de Joan Soler i Riber també incloïa La Costera, posteriorment inclosa a la Regió d'Alcoi-Gandia o Regió de Xàtiva.